# Rosenus laciniatus
Rosenus laciniatus är en insektsart som först beskrevs av Then 1896.  Rosenus laciniatus ingår i släktet Rosenus, och familjen dvärgstritar. Enligt den finländska rödlistan är arten sårbar i Finland. Arten är reproducerande i Sverige. Artens livsmiljö är fjällhedar.